# Chlorolydella schistacea
Chlorolydella schistacea är en tvåvingeart som beskrevs av Louis-Paul Mesnil 1955. Chlorolydella schistacea ingår i släktet Chlorolydella och familjen parasitflugor.
Artens utbredningsområde är Rwanda. Inga underarter finns listade i Catalogue of Life.